# Berekum Chelsea FC
Berekum Chelsea Football Club is een Ghanese voetbalclub uit Berekum.
De club speelt sinds 2008 in de Premier League nadat Berekum Chelsea de beslissingswedstrijden tegen Brong Ahafo United gewonnen had. Het stadion van de club is het Coronation Park in Sunyani dat plaats biedt aan 10.000 toeschouwers. Voorzitter van de club is de Ghanese oud-voetballer Anthony Yeboah. Speler Lee Addy nam met het Ghanees voetbalelftal deel aan het Wereldkampioenschap voetbal 2010. Na de verhuizing van Bechem naar Berekum veranderde de club van naam.
In 2011 werd de club landskampioen.
Aduana Stars · 
Asante Kotoko · 
Ashanti Gold · 
Bechem United · 
Berekum Chelsea · 
Bolga All Stars · 
Dreams FC · 
Ebusua Dwarfs · 
Elmina Sharks · 
Great Olympics · 
Hearts of Oak · 
Inter Allies · 
Liberty Professionals · 
Medeama · 
WA All Stars · 
WAFA SC